# Glamondans
Glamondans est une commune française située dans le département du Doubs, la région culturelle et historique de Franche-Comté et la région administrative Bourgogne-Franche-Comté. 
Les habitants se nomment les Glamondais et Glamondaises.

## Géographie

### Toponymie
Glamondans en 1141 ; Glamondens en 1189.
Hameaux de Vuillorbe et de Guigot.

### Climat
Pour des articles plus généraux, voir Climat de la Bourgogne-Franche-Comté et Climat du Doubs.
En 2010, le climat de la commune est de type climat de montagne, selon une étude du Centre national de la recherche scientifique s'appuyant sur une série de données couvrant la période 1971-2000. En 2020, Météo-France publie une typologie des climats de la France métropolitaine dans laquelle la commune est exposée à un climat semi-continental et est dans la région climatique  Jura, caractérisée par une forte pluviométrie en toutes saisons (1 000 à 1 500 mm/an), des hivers rigoureux et un ensoleillement médiocre. 
Pour la période 1971-2000, la température annuelle moyenne est de 9,8 °C, avec une amplitude thermique annuelle de 17,1 °C. Le cumul annuel moyen de précipitations est de 1 255 mm, avec 13,5 jours de précipitations en janvier et 10,4 jours en juillet. Pour la période 1991-2020, la température moyenne annuelle observée sur la station météorologique de Météo-France la plus proche, « Pouligney », sur la commune de Pouligney-Lusans à 9 km à vol d'oiseau, est de 10,9 °C et le cumul annuel moyen de précipitations est de 1 214,6 mm. 
La température maximale relevée sur cette station est de 40 °C, atteinte le 25 juillet 2019 ; la température minimale est de −23 °C, atteinte le 20 décembre 2009,,. 
Les paramètres climatiques de la commune ont été estimés pour le milieu du siècle (2041-2070) selon différents scénarios d'émission de gaz à effet de serre à partir des nouvelles projections climatiques de référence DRIAS-2020. Ils sont consultables sur un site dédié publié par Météo-France en novembre 2022.

## Urbanisme

### Typologie
Au 1er janvier 2024, Glamondans est catégorisée commune rurale à habitat dispersé, selon la nouvelle grille communale de densité à 7 niveaux définie par l'Insee en 2022.
Elle est située hors unité urbaine. Par ailleurs la commune fait partie de l'aire d'attraction de Besançon, dont elle est une commune de la couronne,. Cette aire, qui regroupe 310 communes, est catégorisée dans les aires de 200 000 à moins de 700 000 habitants,.

### Occupation des sols
L'occupation des sols de la commune, telle qu'elle ressort de la base de données européenne d’occupation biophysique des sols Corine Land Cover (CLC), est marquée par l'importance des territoires agricoles (50,4 % en 2018), en diminution par rapport à 1990 (54,3 %). La répartition détaillée en 2018 est la suivante : 
forêts (42,8 %), terres arables (23,5 %), zones agricoles hétérogènes (23,4 %), zones urbanisées (3,9 %), prairies (3,6 %), milieux à végétation arbustive et/ou herbacée (2,9 %). L'évolution de l’occupation des sols de la commune et de ses infrastructures peut être observée sur les différentes représentations cartographiques du territoire : la carte de Cassini (XVIIIe siècle), la carte d'état-major (1820-1866) et les cartes ou photos aériennes de l'IGN pour la période actuelle (1950 à aujourd'hui).

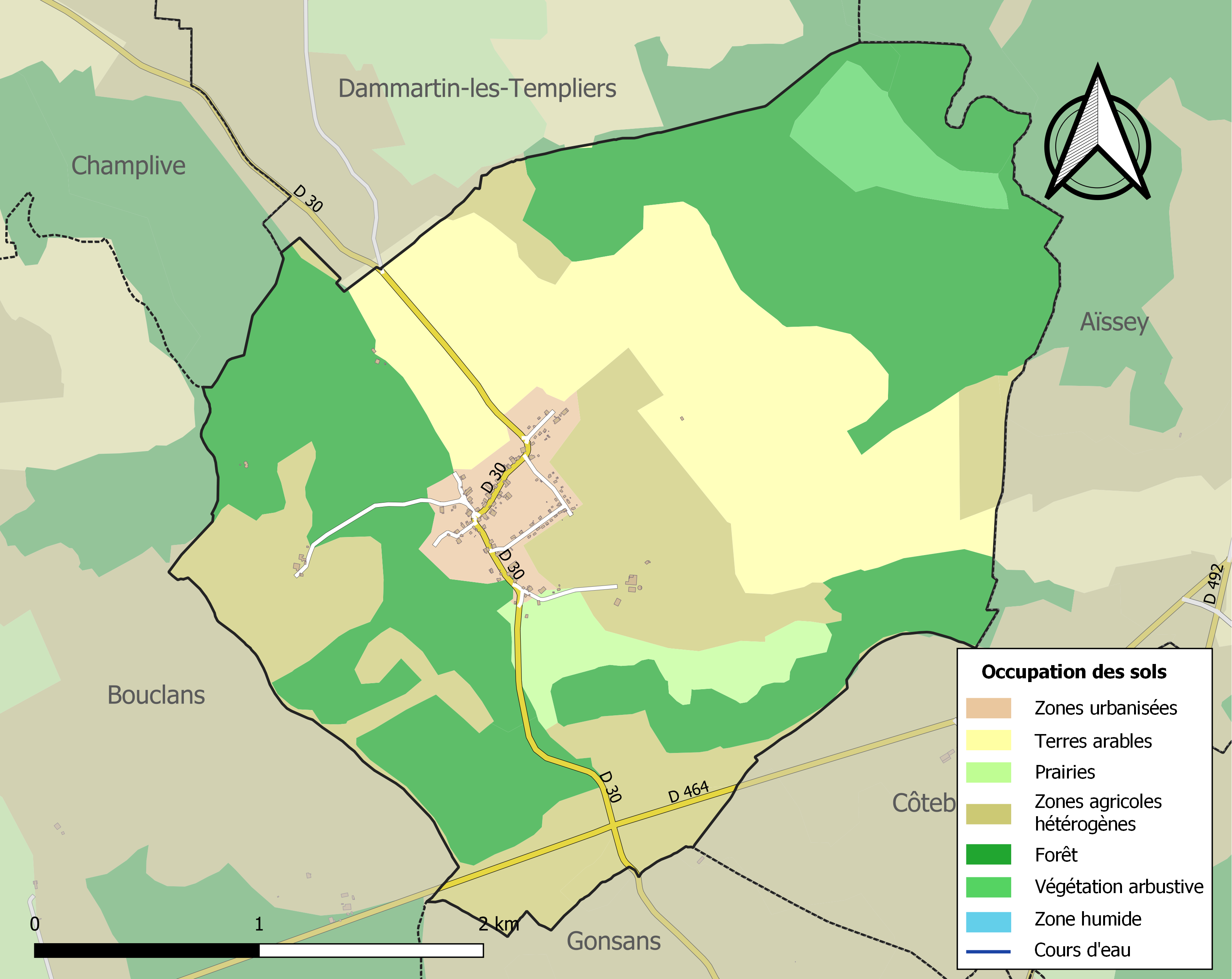
Carte des infrastructures et de l'occupation des sols de la commune en 2018 (CLC).

## Histoire
Au XVIIe siècle, Glamondans souffre de la guerre de Trente Ans, appelée localement guerre de Dix Ans.
La majeure partie des habitants est massacrée.
Des colons sont appelés de Suisse pour repeupler le village, d'où le nom du lieu-dit « En Suisse ».
La première guerre mondiale fait 14 victimes dont les noms sont gravés sur le monument aux morts.
Le 5 juin 1940, un avion français Lioré et Olivier 45 de la base de Montbard s'écrase, l'équipage de 4 hommes ne survit pas,, un monument commémore leur sacrifice.
Le 14 octobre 2015, un chasseur F/A-18D Hornet des Forces aériennes suisses s'écrase dans une zone inhabitée de la commune, le pilote a pu s'éjecter avant le crash. L'avion était en vol dans le secteur d’entraînement EUC 25 commun à la Suisse et à la France. En décembre 2020, le pilote, qui avait été accusé de négligences, est acquitté par le Tribunal militaire d'Aarau.

## Héraldique
| Blason de Glamondans | Blason  | Coupé: au 1er d'azur au dextrochère armé, tenant une flèche basse, posée en bande, mouvant d'une nuée, le tout d'or mouvant de l'angle dextre du chef, au 2e d'argent au chevron de sable accompagné, en chef, de deux quintefeuilles de gueules, boutonnées du champ, tigées et feuillées de deux pièces de sinople et, en pointe, d'un arbre du même. |
| Blason de Glamondans | Détails | Reprise des armes du baron Daclin, propriétaire du prieuré de Vuillorbe, qui sont présentes sur les vitraux de l'église. La municipalité l'affiche sur son site glamondans.fr Le statut officiel du blason reste à déterminer. |

## Politique et administration
| Période                                  | Période  | Identité                   | Étiquette | Qualité            |
| ---------------------------------------- | -------- | -------------------------- | --------- | ------------------ |
| 1793                                     | ?        | Jean-Denis Clémence        |           |                    |
| ?                                        | ?        | Jean-Pierre Guillaume-Sage |           |                    |
| ?                                        | ?        | Claude-Isidore Guillaume   |           |                    |
| ?                                        | ?        | Petit-Renaud               |           |                    |
| ?                                        | ?        | Jean-Pierre Baud           |           |                    |
| ?                                        | ?        | Jean-Baptiste Angelot      |           |                    |
| ?                                        | ?        | Théophile Petit-Renaud     |           |                    |
| ?                                        | ?        | François Montenoise        |           |                    |
| ?                                        | ?        | Arsène Clerc               |           |                    |
| 1901                                     | 1908     | Marcellin Tisserand        |           |                    |
| 1908                                     | 1911     | Louis Gloriod              |           |                    |
| ?                                        | ?        | Adonis Estavoyer           |           |                    |
| ?                                        | 1926     | Léon Clerc                 |           |                    |
| 1926                                     | ?        | Alexandre Clerc            |           |                    |
| 1945                                     | 1959     | Raymond Moustache          |           |                    |
| 1959                                     | 1989     | François Morel             |           |                    |
| 1989                                     | 2001     | Hubert Clerc               |           |                    |
| mars 2001                                | 2020     | Claude Dallavalle          | PS        | Conseiller général |
| 2020                                     | En cours | Xavier Morel               |           |                    |
| Les données manquantes sont à compléter. |          |                            |           |                    |

## Démographie
L'évolution du nombre d'habitants est connue à travers les recensements de la population effectués dans la commune depuis 1793. Pour les communes de moins de 10 000 habitants, une enquête de recensement portant sur toute la population est réalisée tous les cinq ans, les populations de référence des années intermédiaires étant quant à elles estimées par interpolation ou extrapolation. Pour la commune, le premier recensement exhaustif entrant dans le cadre du nouveau dispositif a été réalisé en 2005.

En 2022, la commune comptait 196 habitants, en évolution de −8,41 % par rapport à 2016 (Doubs : +1,88 %, France hors Mayotte : +2,11 %).
| 1793 | 1800 | 1806 | 1821 | 1831 | 1836 | 1841 | 1846 | 1851 |
| ---- | ---- | ---- | ---- | ---- | ---- | ---- | ---- | ---- |
| 345  | 340  | 384  | 412  | 386  | 408  | 389  | 383  | 422  |

| 1856 | 1861 | 1866 | 1872 | 1876 | 1881 | 1886 | 1891 | 1896 |
| ---- | ---- | ---- | ---- | ---- | ---- | ---- | ---- | ---- |
| 377  | 407  | 394  | 338  | 330  | 316  | 270  | 284  | 249  |

| 1901 | 1906 | 1911 | 1921 | 1926 | 1931 | 1936 | 1946 | 1954 |
| ---- | ---- | ---- | ---- | ---- | ---- | ---- | ---- | ---- |
| 250  | 247  | 220  | 218  | 227  | 210  | 201  | 178  | 182  |

| 1962 | 1968 | 1975 | 1982 | 1990 | 1999 | 2005 | 2006 | 2010 |
| ---- | ---- | ---- | ---- | ---- | ---- | ---- | ---- | ---- |
| 171  | 173  | 135  | 133  | 147  | 153  | 220  | 221  | 190  |

| 2015 | 2020 | 2022 | - | - | - | - | - | - |
| ---- | ---- | ---- | - | - | - | - | - | - |
| 211  | 202  | 196  | - | - | - | - | - | - |

## Lieux et monuments
- L'église Sainte Trinité dont l'originalité réside dans le fait que le clocher est accolé à la nef et non placé dans son prolongement[24].
- La chapelle de l'ancien prieuré de Vuillorbe située à l'ouest du village.
- La statue de Vierge (1895) au centre du village.
- La stèle dédiée aux 4 aviateurs morts dans le crash de leur avion le 5 juin 1940 : au bord de la route d'Aïssey (lieu-dit le Breuil).
- Les étangs et leur aménagement[25].

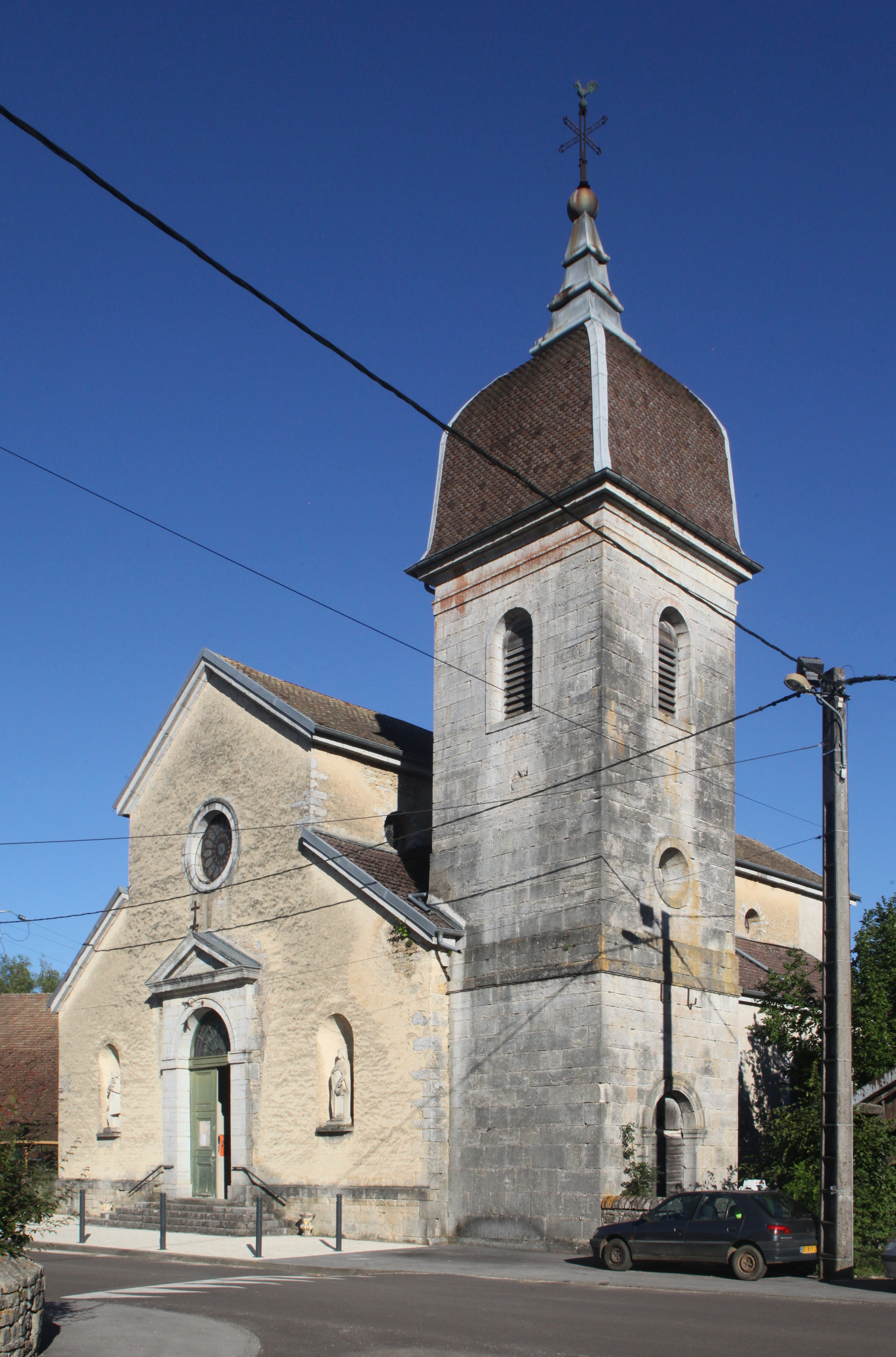
Le clocher de l'église.
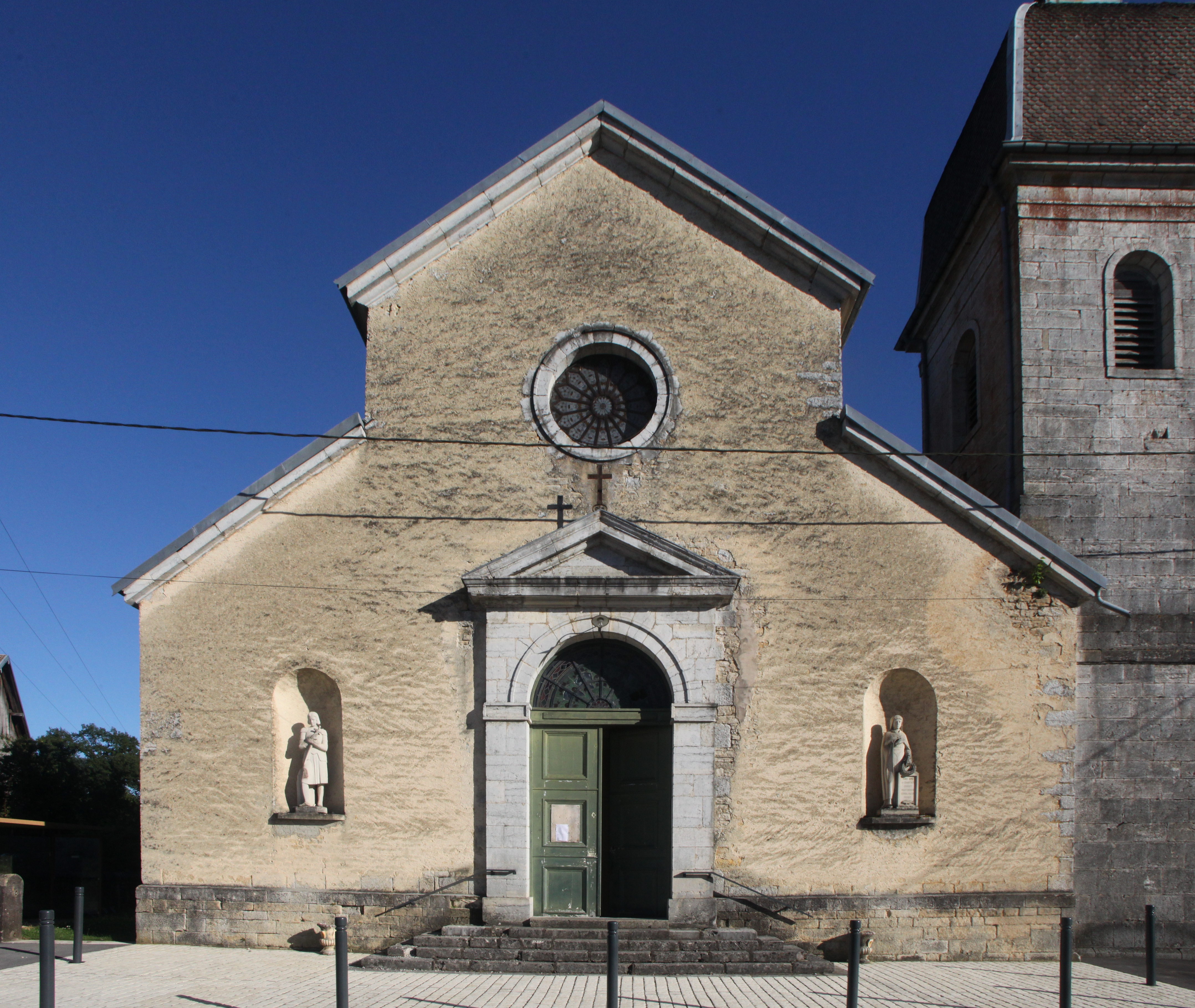
L'entrée de l'église.
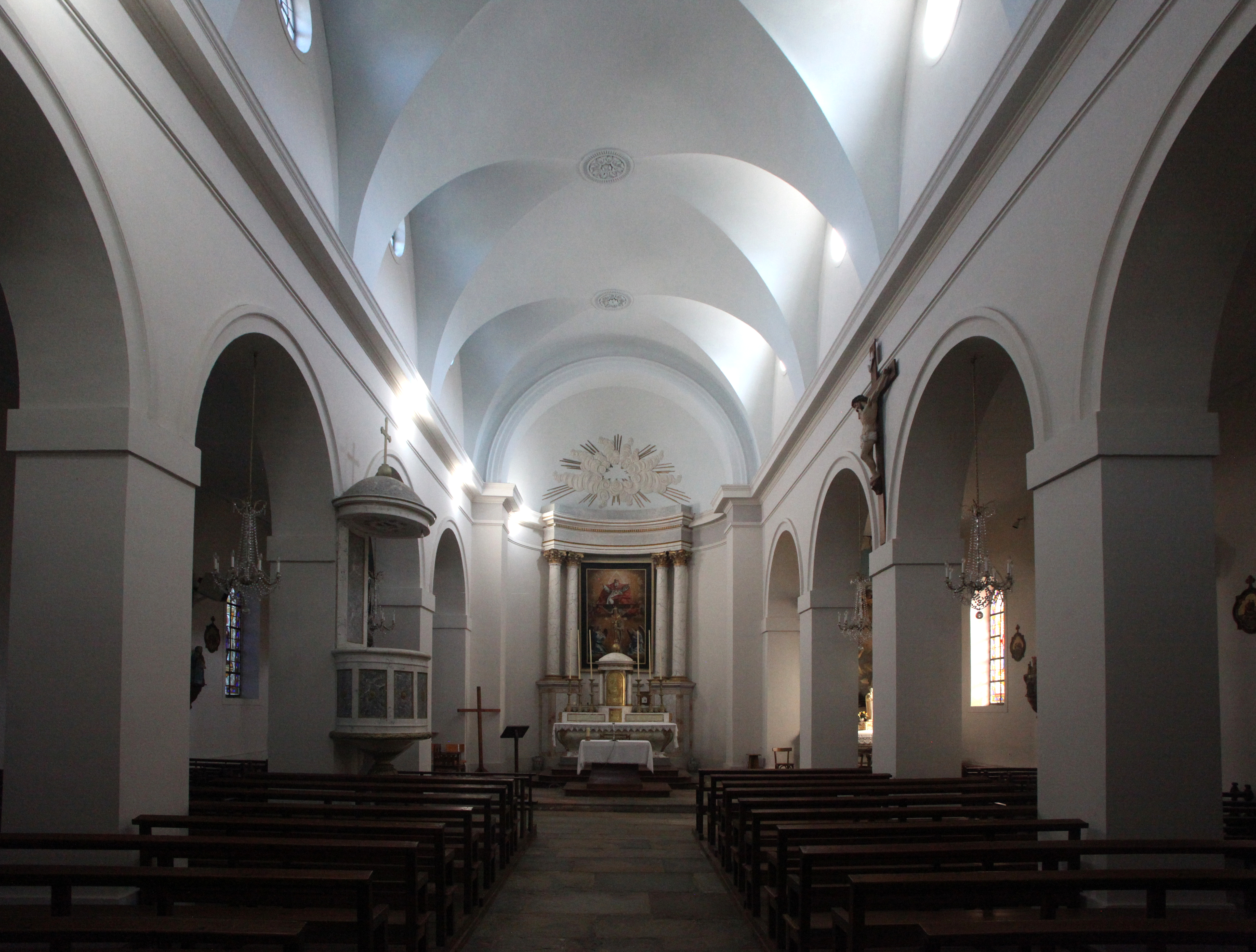
L'intérieur de l'église.
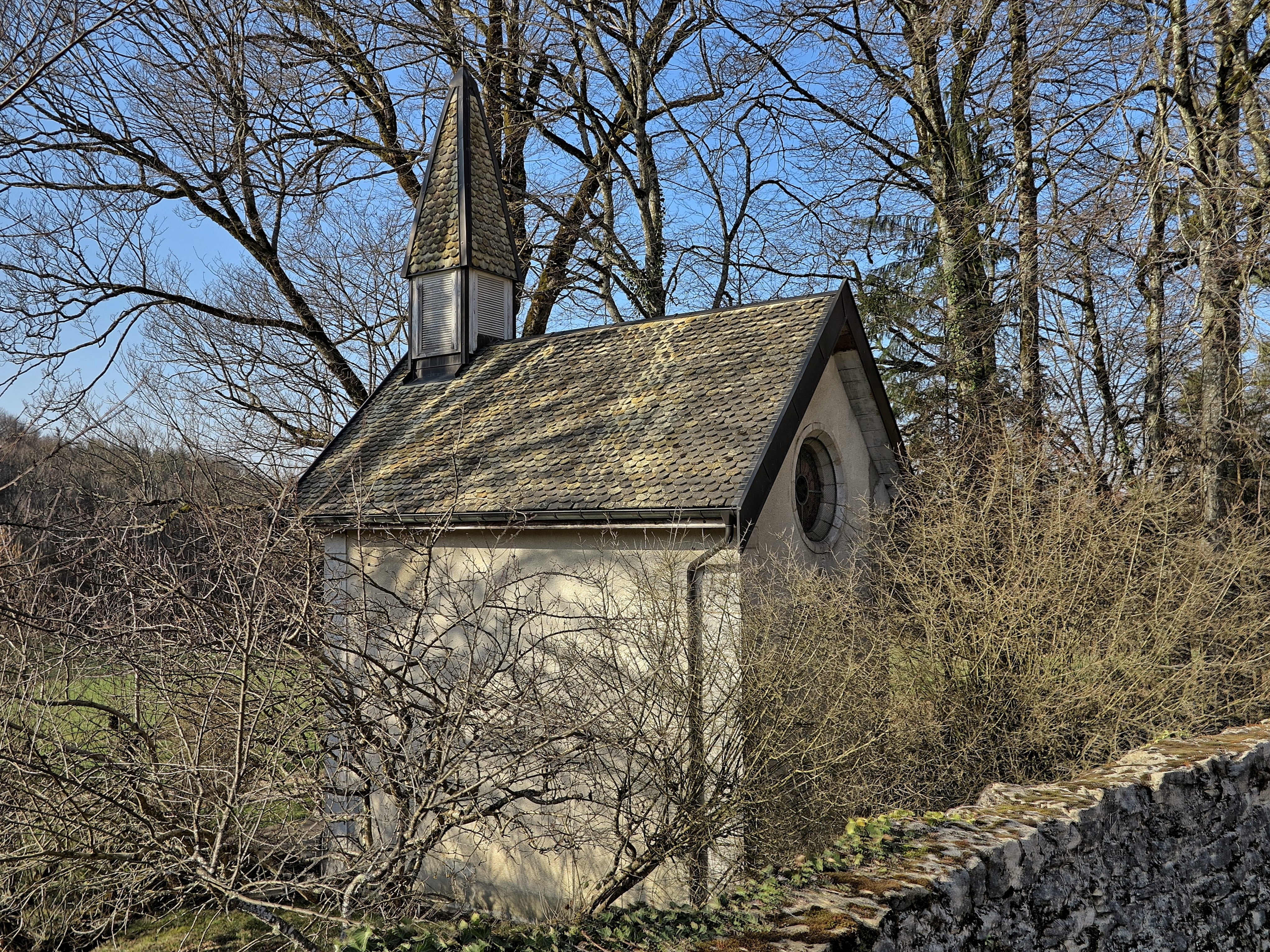
La chapelle de Vuillorbe.
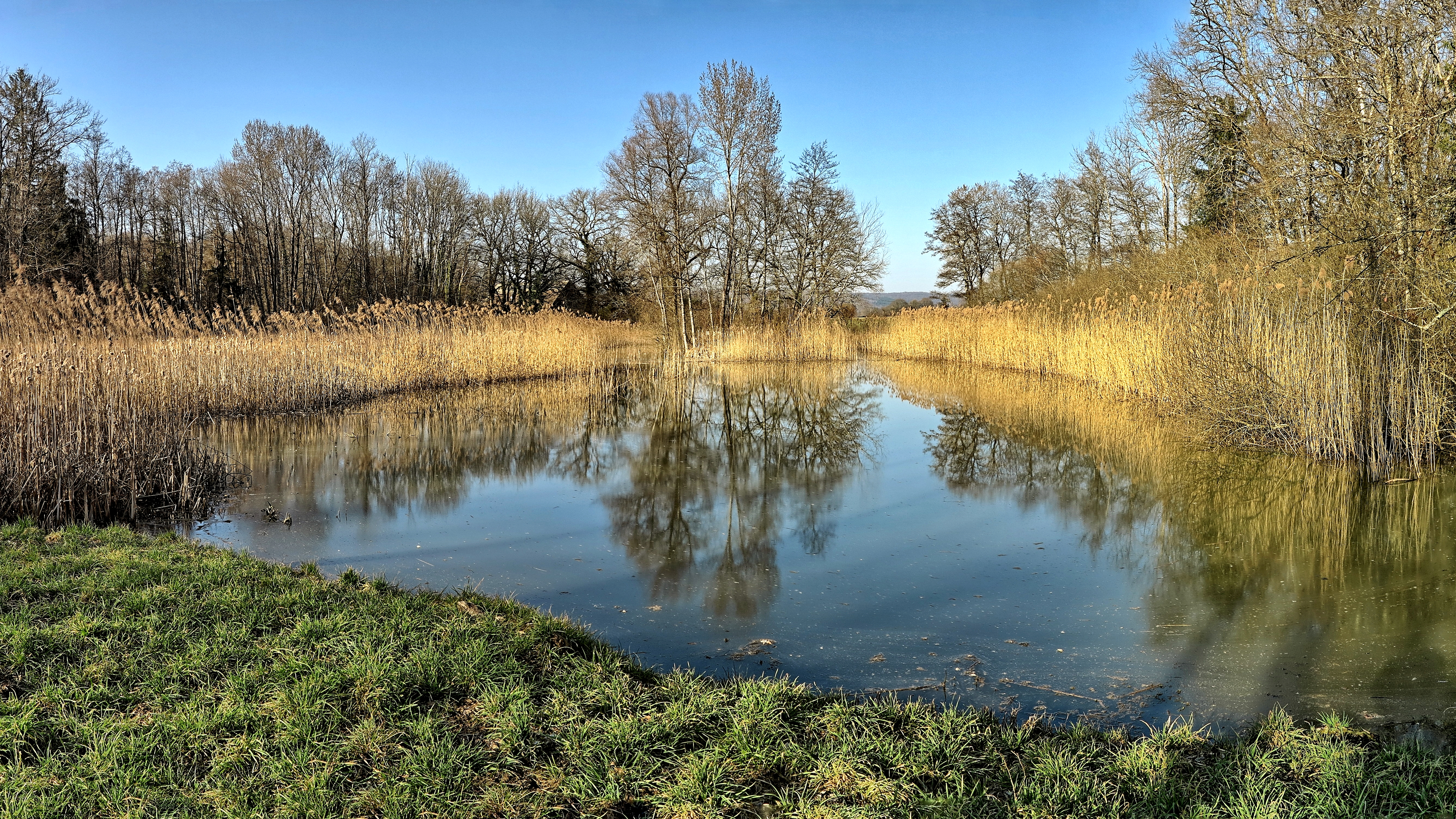
Un des étangs de Guigot.

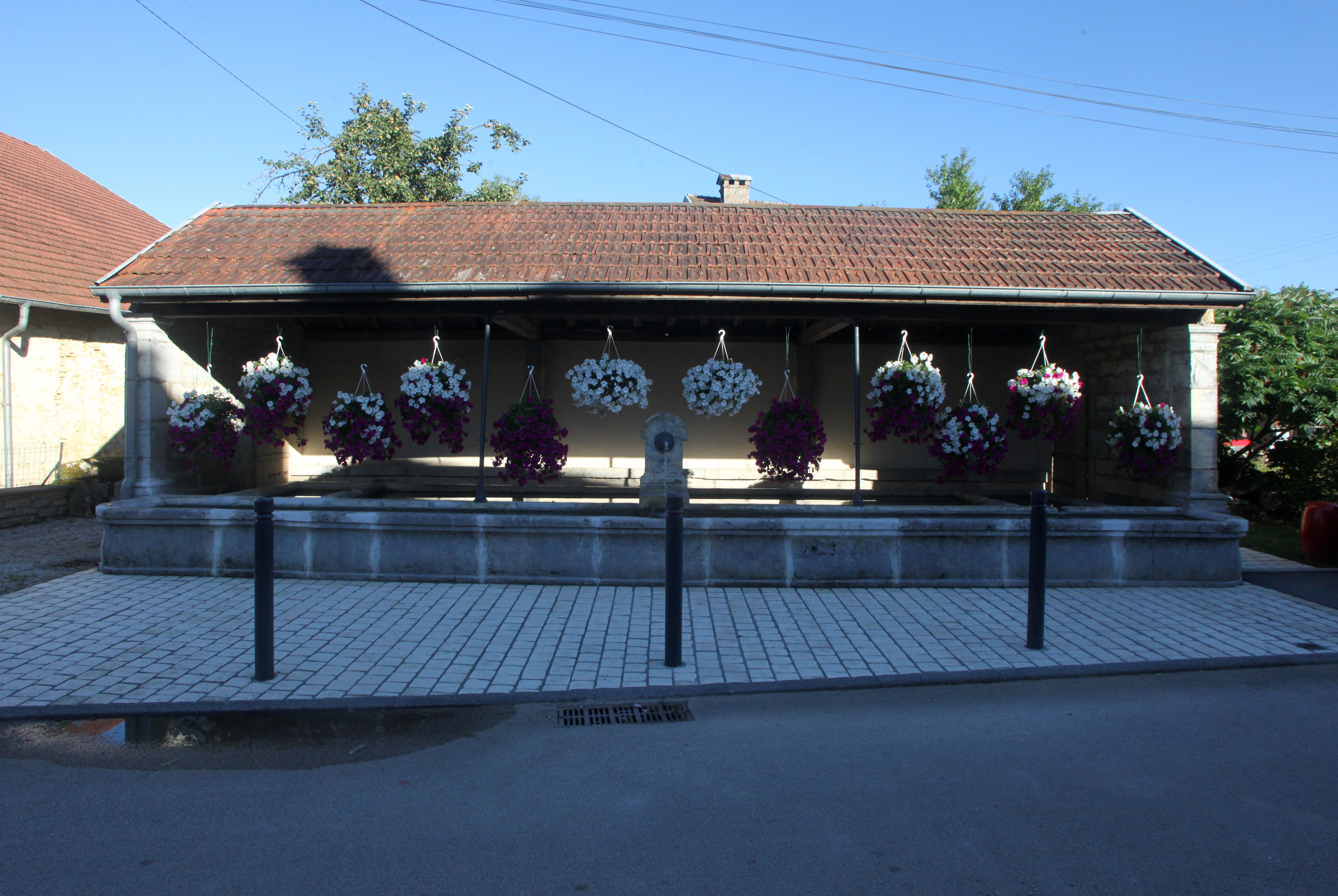
La fontaine-lavoir.
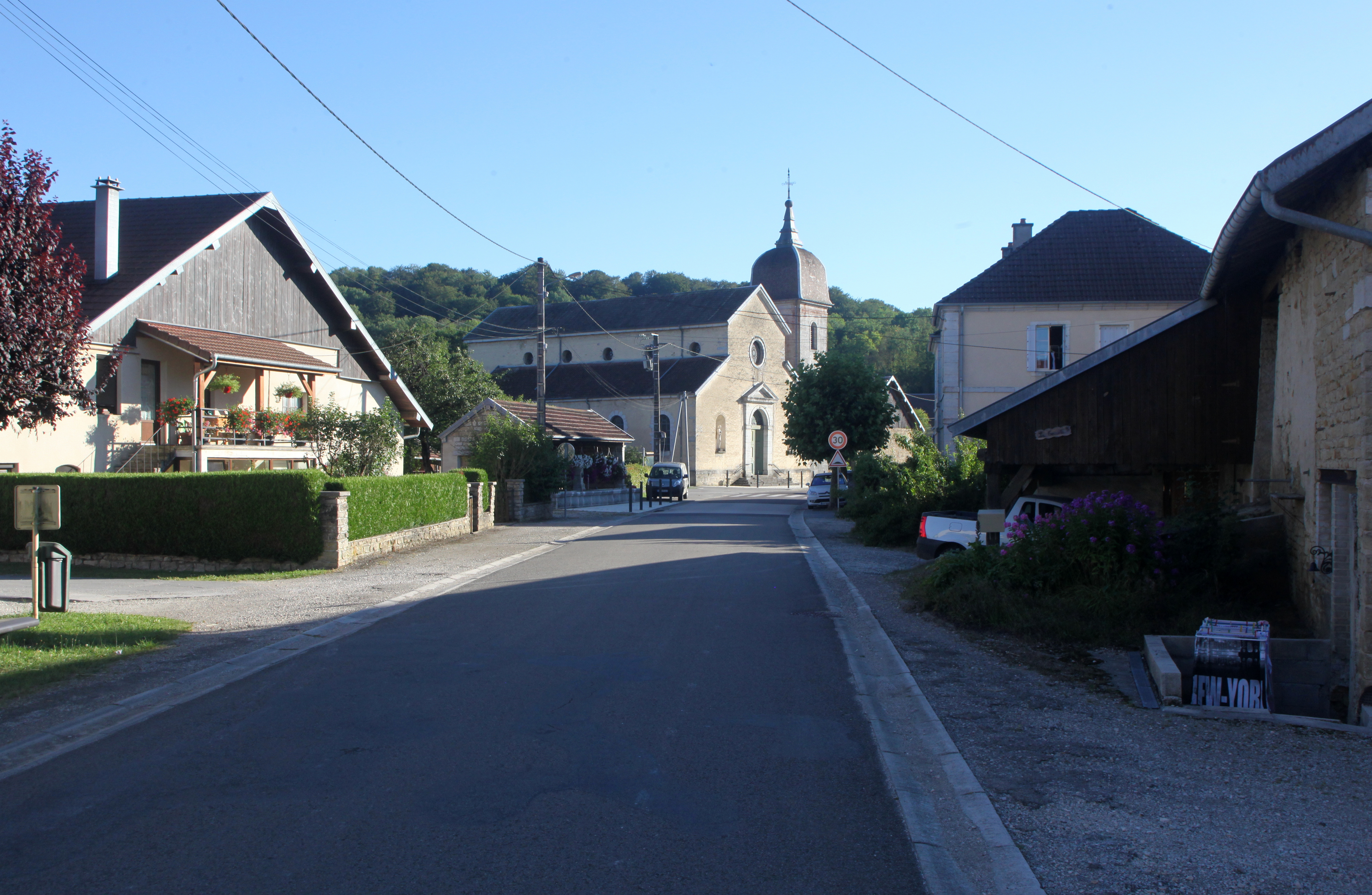
Rue du village.
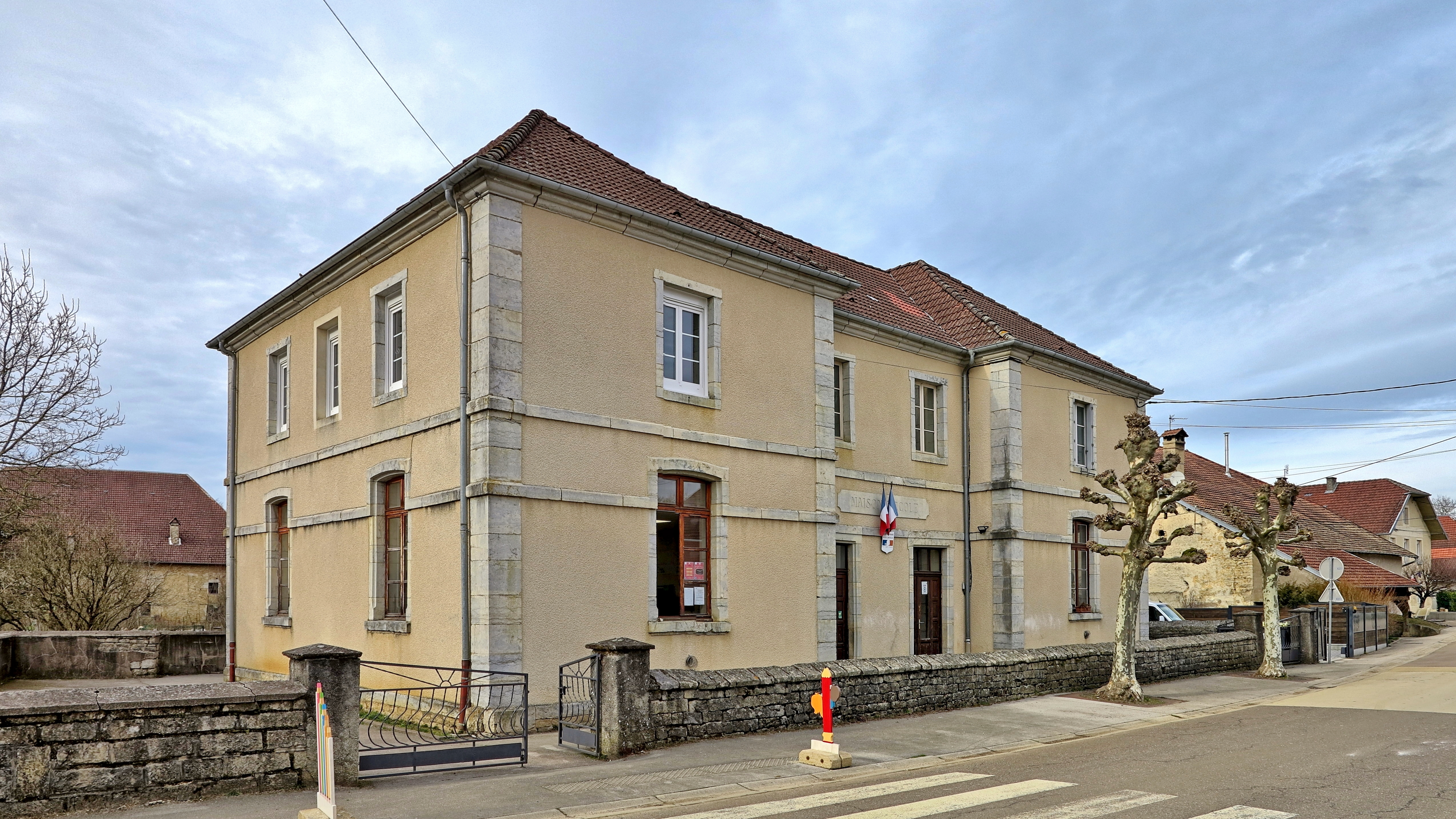
École.
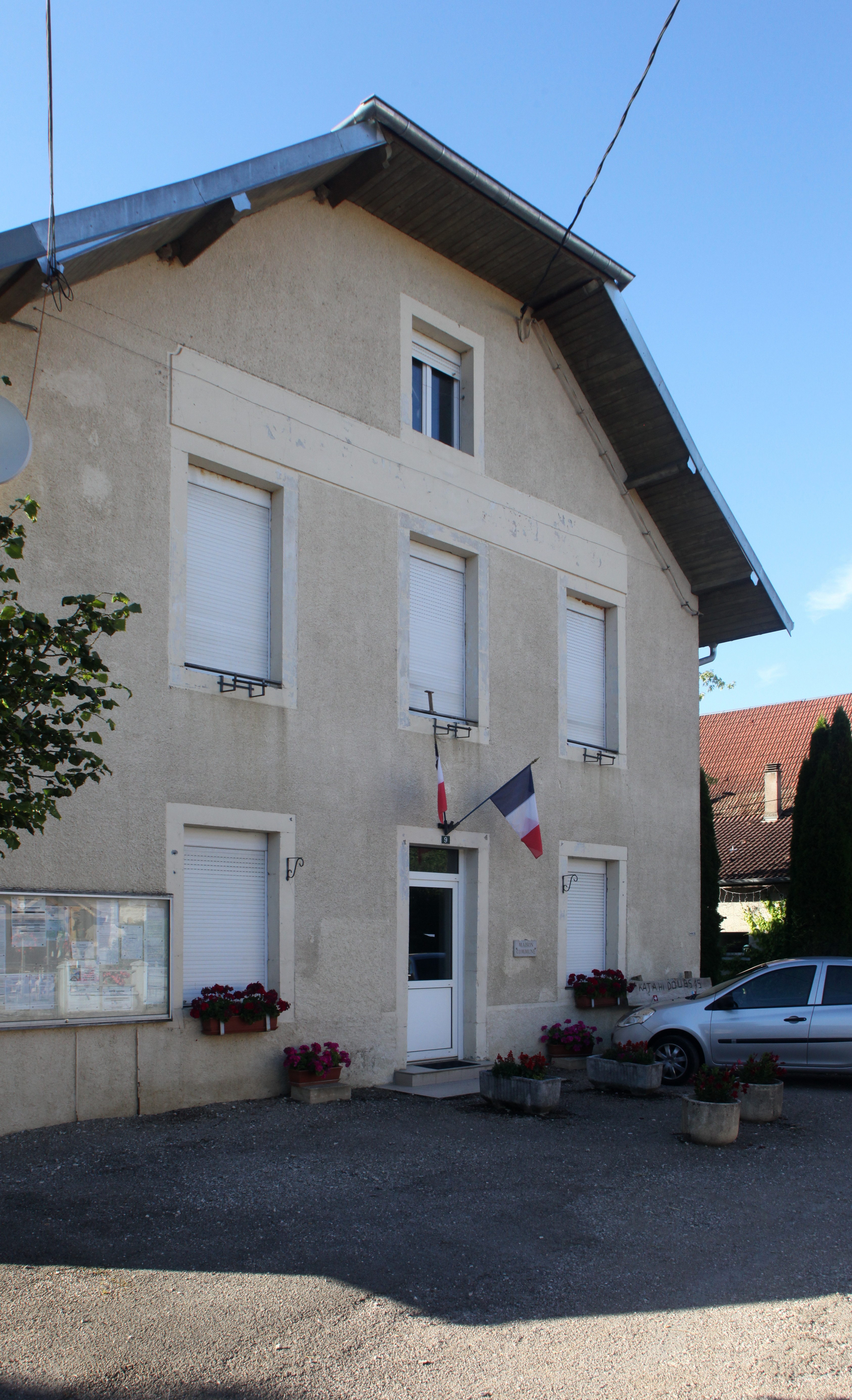
Maison commune.

## Personnalités liées à la commune
Marcel Cornuel, né le 3 avril 1930 à Glamondans. Médaillé jeunesse et sports. Maître de Karaté.